# Beauden Barrett
Pour les articles homonymes, voir Barrett.

a Compétitions nationales et continentales officielles uniquement.

b Matchs officiels uniquement.
Dernière mise à jour le 19 août 2025.
Beauden John Barrett, né le 27 mai 1991 à New Plymouth (Île du Nord, Nouvelle-Zélande), est un joueur international néo-zélandais de rugby à XV et de rugby à sept évoluant au poste de demi d'ouverture ou d'arrière.
Sur le plan individuel, il détient deux titres de meilleur joueur du monde (2016 et 2017) par la World Rugby.
Né dans une famille de rugbymen, Beauden Barrett connaît une ascension rapide : en 2012, il dispute un tournoi de rugby à sept en World Sevens Series et débute en ITM Cup avec Taranaki. La saison suivante, il fait ses débuts en Super 15 avec les Hurricanes. En 2012, il connait sa première sélection avec la Nouvelle-Zélande où il est utilisé majoritairement jusqu'en 2015 comme remplaçant et « joker » de fin de match. Il remporte la coupe du monde 2015 et inscrit un essai en finale en tant que remplaçant. Beauden Barrett s'impose ensuite comme le demi d'ouverture titulaire des All Blacks à l'occasion de la tournée du pays de Galles de juin 2016 en Nouvelle-Zélande. Cette saison, il remporte le premier titre en Super Rugby de l'histoire des Hurricanes, gagne le Rugby Championship. 
Joueur atypique pour son poste d'ouvreur, Beauden Barrett, considéré comme étant l’un des meilleurs joueurs de la Nouvelle-Zélande, est un joueur rapide qui attaque et franchit souvent la ligne défensive. Il est également l'auteur de nombreuses interceptions. Il connaît cependant un taux de réussite assez faible dans l'exercice des tirs au but au niveau international. Ses frères Scott et Jordie sont comme lui internationaux avec les All-Blacks pour la Coupe du monde 2019 au Japon et la Coupe du monde 2023 en France.

## Biographie

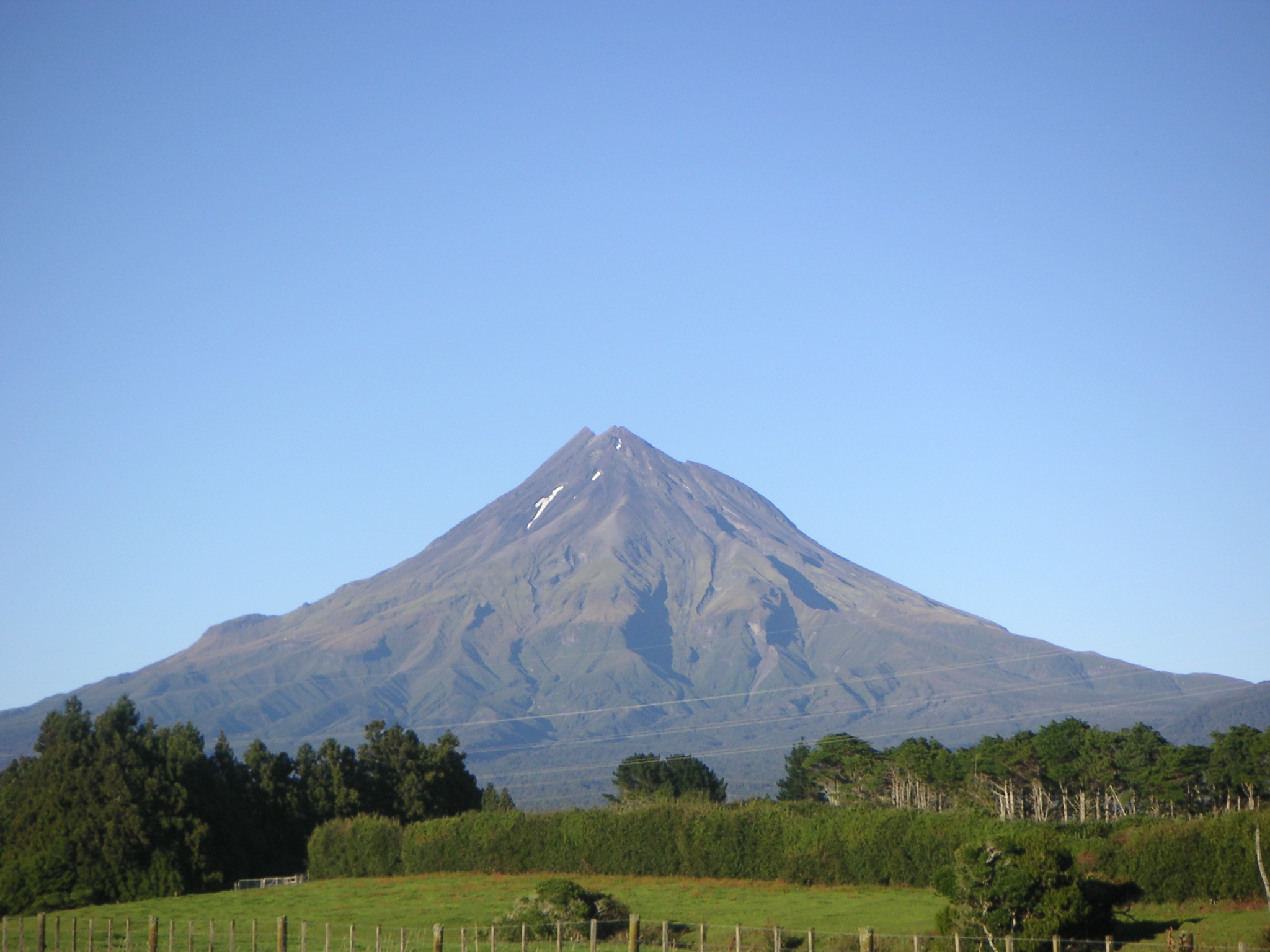
Beauden Barrett grandit près du mont Taranaki/Egmont.

Beauden Barrett est né le 27 mai 1991 à New Plymouth dans la région de Taranaki, sur l'île du Nord. Il est élevé dans une ferme de la région de Taranaki et il est issu d'une grande famille de joueurs de rugby. Il est le fils de Kevin Barrett, ancien joueur de Taranaki, et le frère cadet du troisième ligne Kane (ancien troisième ligne des Blues, parti à la retraite à 25 ans). Il est également le frère aîné du deuxième ligne international Scott, qui évolue aux Crusaders, et du centre ou arrière Jordie qui évolue chez les Hurricanes.
Beauden Barrett étudie au Francis Douglas Memorial College de New Plymouth où il commence le rugby. Il passe également un an et demi (de 1999 à 2001) avec sa famille en Irlande, dans le village de Oldcastle, dans le comté de Meath, où il apprend avec Kane à jouer au football gaélique . Il étudie ensuite à l'université Massey à Palmerston North.

## Carrière

### Débuts professionnels
En 2010, Beauden Barrett dispute la tournée européenne des World Sevens Series, circuit mondial de rugby à sept, disputant les tournois d'Édimbourg et de Londres où il inscrit deux essais. La Nouvelle-Zélande est battue respectivement en demi de finale de Cup et remporte la Plate. Il dispute alors ses deux uniques tournois de rugby à sept, préférant mettre une croix sur une éventuelle participation aux premiers Jeux olympiques de la discipline en 2016 afin de se concentrer sur son rôle chez les All Blacks.
Beauden Barrett fait ses débuts en ITM Cup avec la province de Taranaki le 29 juillet 2010 contre Northland, aux côtés de son grand frère, Kane, qui dispute également son premier match professionnel,. En novembre 2010, il signe un contrat espoir avec les Hurricanes, malgré l'intérêt que lui portait les Blues de Auckland. Il est alors intégré dans l'effectif des Canes pour disputer la saison 2011 de Super Rugby, et fait ses débuts dans la compétition face aux Sud-Africains des Cheetahs, le 16 avril.
Au mois de juin suivant, il est retenu en tant qu'arrière avec les Baby Blacks, surnom de la sélection junior de Nouvelle-Zélande, pour disputer le championnat du monde junior 2011 se déroulant en Italie. La Nouvelle-Zélande remporte la compétition en défaisant en finale l'Angleterre (33-22) grâce notamment à un essai de Beauden Barrett, son troisième dans la compétition (après ceux contre l'Italie et contre l'Argentine lors de la phase de poule),.
De retour dans sa province, il dispute la saison 2011 de l'ITM Cup et parvient à remporter le Ranfurly Shield en battant Southland (15-12), match au cours duquel il inscrit l'intégralité des points de son équipe avec cinq pénalités réussies. Lors d'un match contre Bay of Plenty, Beauden Barrett bat le record de pénalités inscrits dans un match d'ITM Cup avec 9 unités et 29 points inscrits (39-33).

### Remplaçant chez lesAll Blacks(2012-2015)

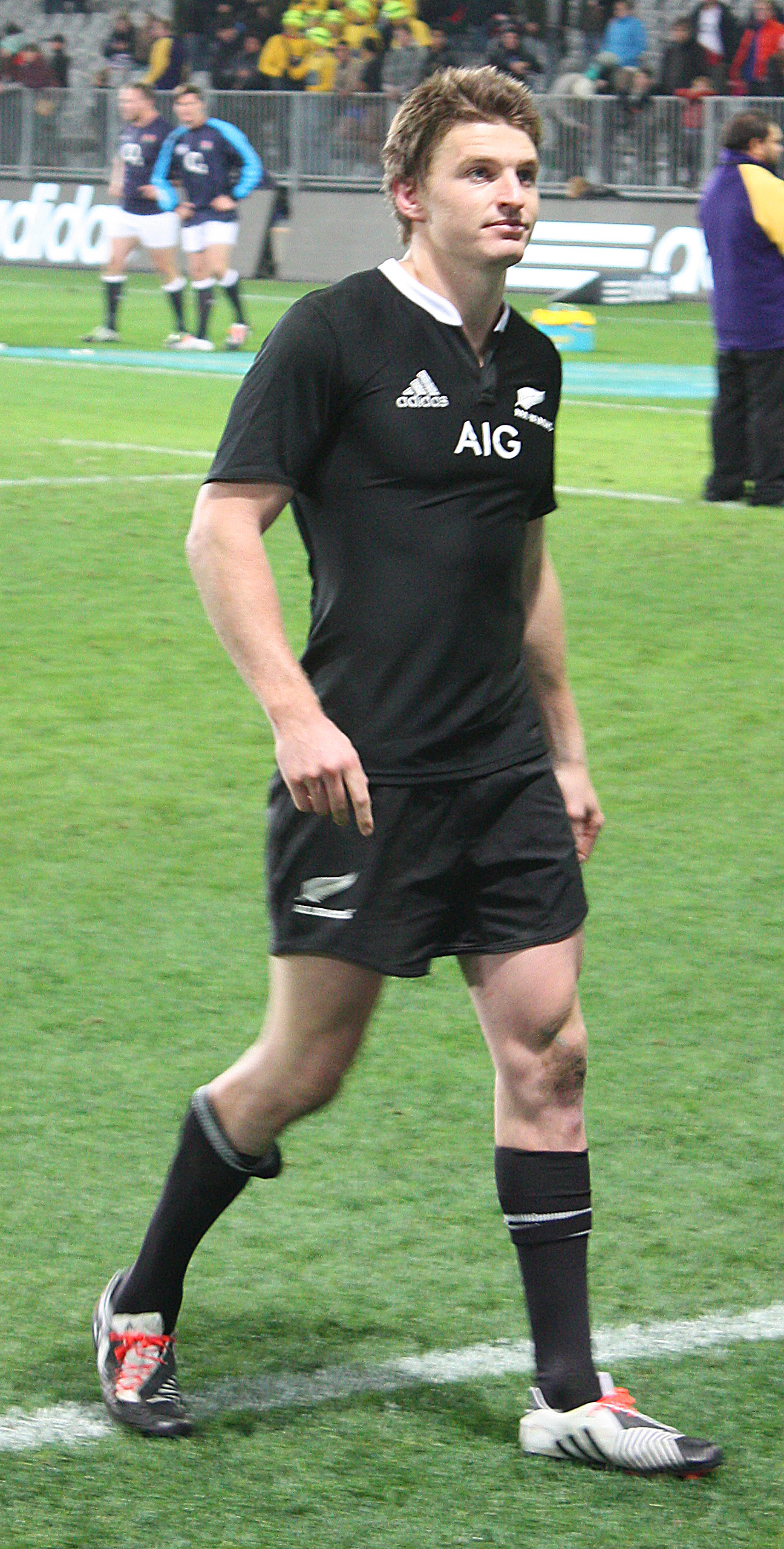
Beauden Barrett sous le maillot des All Blacks en juin 2014

Lors de la saison 2012, il parvient à s'imposer au poste de demi d'ouverture au sein de sa franchise. Le 27 mai 2012, jour de son vingtième anniversaire, il bat le record de point d'un joueur des Hurricanes au cours d'une saison et termine l'exercice avec 197 unités, battant ainsi les 152 obtenus par Jon Preston au cours de la saison 1997. Ses performances en Super 15 lui permettent d'être sélectionné par Steve Hansen avec les All Blacks en juin 2012. Le 23 juin, il fait ses débuts internationaux face à l'Irlande au Waikato Stadium de Hamilton (victoire 60-0). Beauden Barrett ne pourra alors pas défendre le Ranfurly Shield avec Taranaki cette saison en raison de sa sélection pour la première édition du Rugby Championship, que les Néo-Zélandais remportent sans perdre le moindre match.
Lors de la tournée de l'équipe de France en juin 2013, Beauden Barrett réalise des entrées en jeu remarquées en inscrivant deux essais en toute fin de match. En février 2014, son essai, inscrit le 15 juin à Christchurch (son premier sur la scène internationale), est récompensé du prix du plus bel essai de la saison. À la suite d'une récupération de la défense néo-zélandaise dans leurs 22 mètres, les All Blacks contre-attaquent via Rene Ranger qui élimine un défenseur, puis transmet à Conrad Smith qui donne un coup de pied de recentrage récupéré par Aaron Cruden qui transmet après-contact à Beauden Barrett qui termine sa course sous les poteaux français. Beauden Barrett s'impose ainsi rapidement chez les All Blacks comme un remplaçant pouvant modifier l'issue d'une rencontre. À la fin de la saison de Super Rugby, il prolonge d'une saison avec les Hurricanes, malgré l'intérêt porté par le club de son grand frère, les Blues. Lors du Rugby Championship 2013, les All Blacks remportent le tournoi avec six victoires. Lors du dernier match face à l'Afrique du Sud, Beauden Barrett, rentré à la 47e minute de jeu, réalise une entrée remarquée avec un essai, 12 points inscrits et un plaquage décisif à quelques mètres de l'en-but sur Willie le Roux auteur d'une course de 50 mètres suivant une interception.
Il inscrit 209 points lors de la saison 2014 de Super Rugby, mais les Hurricanes ne parviennent pas à se qualifier pour les phases finales avec un bilan de huit victoires pour autant de défaites. Il prolonge une nouvelle fois en faveur des Hurricanes, mais cette fois pour une durée de deux ans. Profitant de la blessure de Dan Carter et de la suspension de Aaron Cruden, Beauden Barrett est titularisé pour le Rugby Championship 2014, disputant trois matches sur six en tant que titulaire,.
Lors de la saison 2015 de Super Rugby, il est absent un mois pour une blessure au genou. Il fait son retour début juin, lors d'une rencontre face aux Highlanders. Les Hurricanes, meilleur bilan de la compétition avec quatorze victoires pour deux défaites, se qualifient pour les demi-finales. Ils éliminent les Brumbies en s'imposant 29 à 9, rencontre où Beauden Barrett inscrit trois points, une pénalité sur sept tentatives. Bien que favoris de la finale, où ils évoluent à domicile, les Hurricanes s'inclinent face aux Highlanders sur le score de 21 à 14 malgré les neuf points inscrits par Beauden Barrett. Sur l'ensemble de la saison, il dispute 12 rencontres, inscrivant 121 points, trois essais, 24 pénalités et 17 transformations.

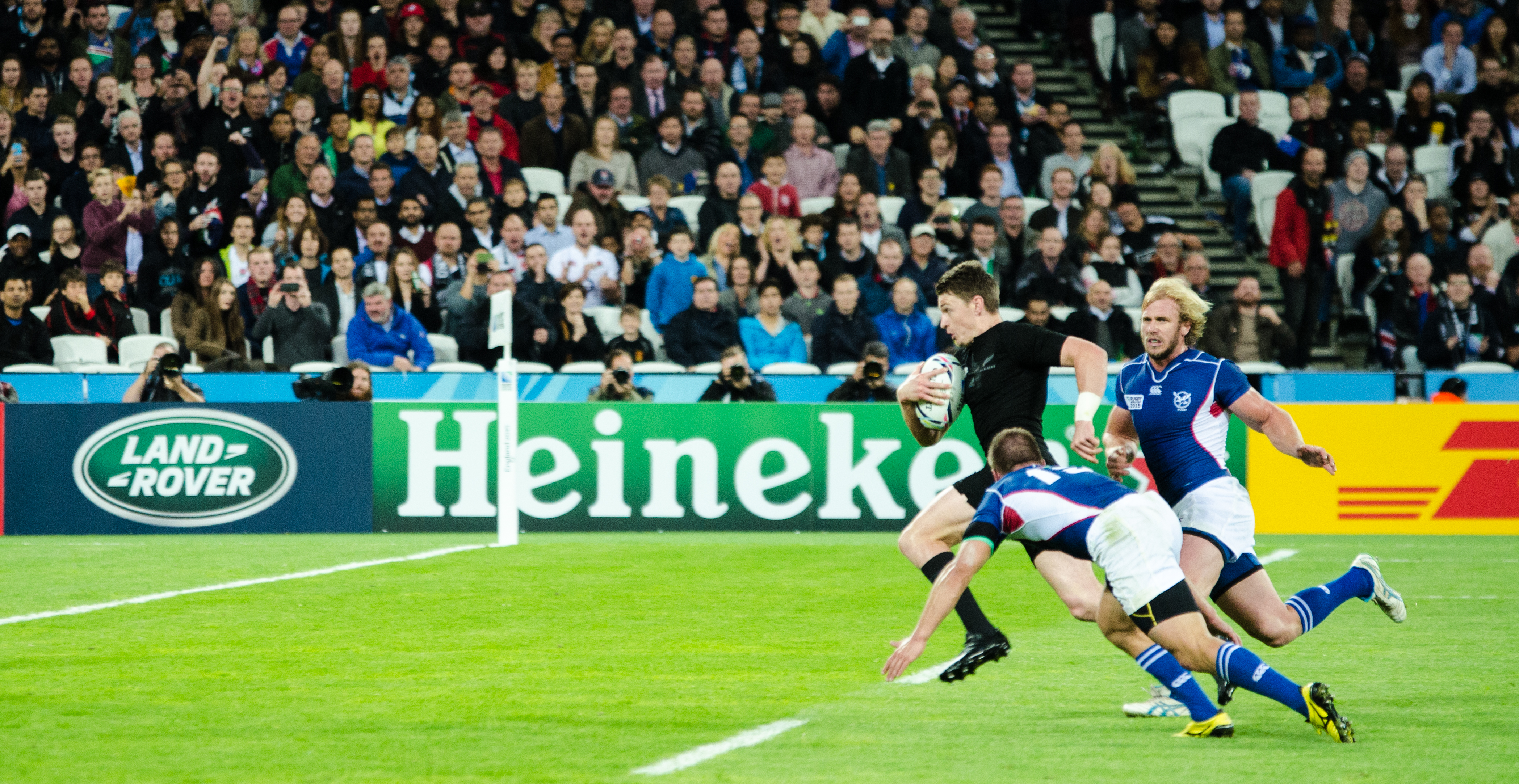
Beauden Barrett en passe d'inscrire un essai contre la Namibie lors de la coupe du monde 2015

Il est alors retenu pour disputer la coupe du monde de rugby 2015 se disputant en Angleterre. Il est titularisé une seule fois, contre la Namibie, et débute cinq matches sur le banc. Il inscrit trois essais, dont un en demi-finale face à l'Afrique du Sud (20-18), ainsi que le dernier essai de la compétition lors de la finale face à l'Australie, scellant ainsi la victoire de la Nouvelle-Zélande (34-17). Il joue ainsi son rôle de remplaçant régulier charger d'amener de la vitesse et de faire basculer les matches.
Au 31 novembre 2015, depuis sa première sélection avec la Nouvelle-Zélande, Beauden Barrett a disputé 36 rencontres pour 8 titularisations. Il est considéré jusqu'alors comme un « super sub » (soit un « super remplaçant ») ou un « impact player » de classe mondiale chargé de faire basculer les fins de rencontres en faveur des All Blacks,. Mais les départs de Colin Slade et surtout de Dan Carter de la sélection nationale laissent le poste de demi d'ouverture vacant, lançant ainsi le débat de son remplaçant, les joueurs étant pressentis pour occuper ce rôle étant Aaron Cruden, Lima Sopoaga et Beauden Barrett.

### Affirmation internationale et meilleur joueur du monde (2016-2017)
En 2016, après une nouvelle saison aboutie avec sa franchise (meilleur réalisateur de la compétition avec 223 points en 18 matchs), il remporte le Super Rugby pour la première fois de l'histoire des Hurricanes en battant les Lions en finale, à domicile, au Westpac Stadium de Wellington, une rencontre à l'issue de laquelle il est nommé homme du match,.
Lors de cette même année, il parvient à s'imposer comme le demi d'ouverture titulaire des All Blacks. Remplaçant de Aaron Cruden au début de la saison lors de la tournée du pays de Galles en Nouvelle-Zélande, ses deux rentrées en cours de match et sa titularisation lors du dernier match de la tournée lui permettent de s'imposer au poste d'ouvreur de cette équipe, aux dépens de ses concurrents, Cruden et Sopoaga,. Il termine meilleur marqueur de cette tournée avec trois essais et 37 points inscrits. Il est confirmé fin août comme le premier dans la hiérarchie des ouvreurs pour le Rugby Championship et participe activement à la victoire néo-zélandaise dans la compétition, en inscrivant quatre essais, dont deux face aux Springboks lors du dernier match pour une victoire historique sur le sol Sud-africain (57-15). En août 2016, il prolonge son contrat avec la fédération néo-zélandaise et les Hurricanes jusqu'en 2019. Le 5 novembre, il dispute son premier match professionnel avec son petit frère, Scott, à l'occasion d'un match contre l'Irlande à Chicago et de la première cape internationale de Scott.

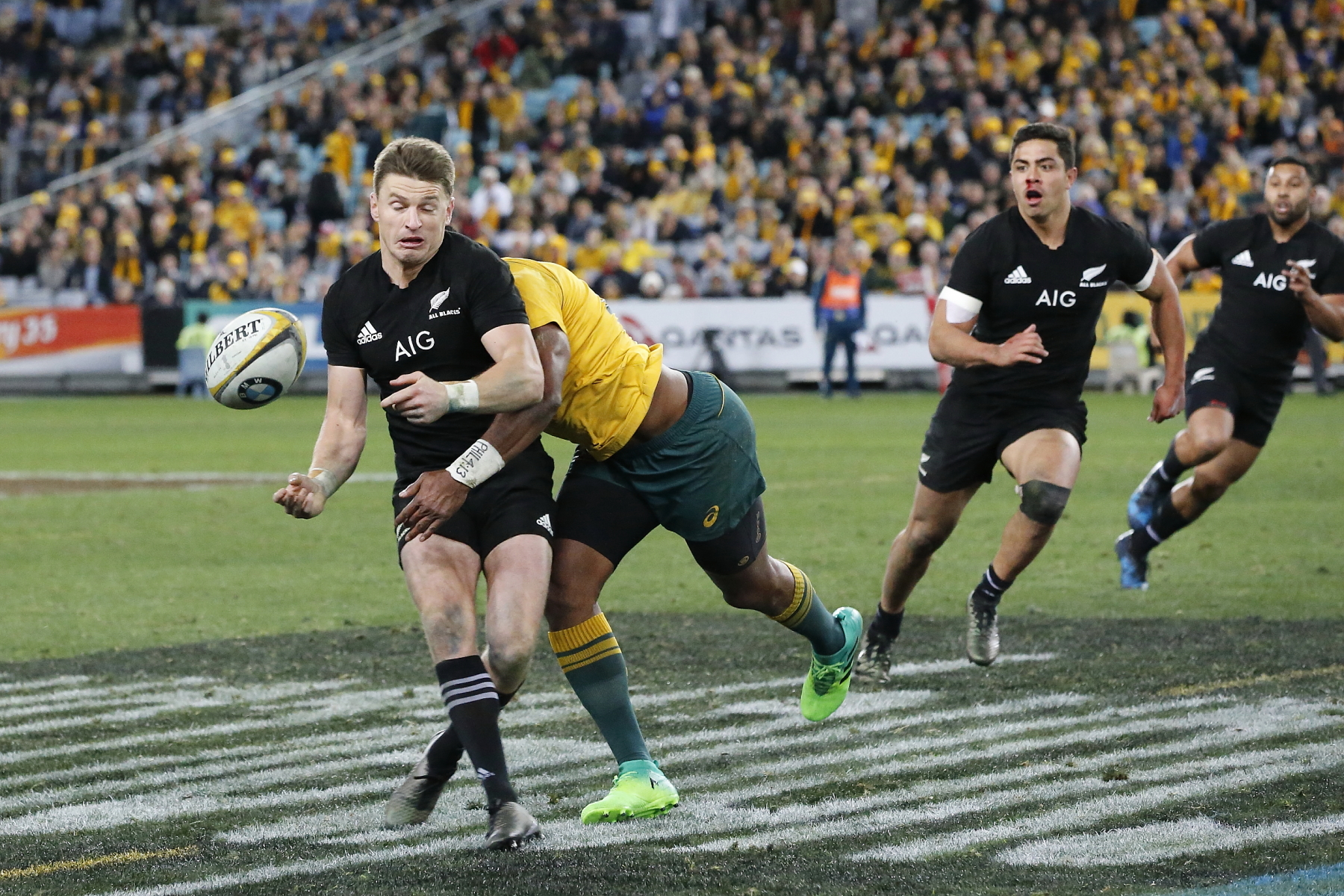
Beauden Barrett réalisant une passe face à l'Australie en août 2017

En novembre, il est désigné meilleur joueur du monde, devançant les Anglais Owen Farrell, Maro Itoje et Billy Vunipola, l'Irlandais Jamie Heaslip et son compatriote néo-zélandais Dane Coles. Lors de la tournée en Europe, il inscrit deux essais, face à l'Irlande à Dublin puis face aux français au Stade de France. Lors de cette saison - la première où il est régulièrement titularisé pour onze matchs débutés sur treize disputés - il termine avec un bilan de 152 points inscrits, neuf essais, neuf pénalités et quarante transformations.
Lors du premier match de la saison 2017, Beauden Barrett joue son premier match professionnel avec son plus jeune frère Jordie contre les Sunwolves, à l'occasion du premier match de Super Rugby de Jordie. À la suite de quelques échecs de Beauden Barrett face aux perches dans l'exercice des tirs au but, Jordie se met à buter régulièrement pour les Canes. La franchise basé à Wellington parvient à se qualifier en demi de finale du Super Rugby où ils butent sur les Lions sud-africains (29-44) après avoir mené par 19 points.
Beauden Barrett est retenu avec ses deux jeunes frères (Scott et Jordie) pour disputer la tournée des Lions britanniques et irlandais en Nouvelle-Zélande, devenant ainsi le premier trio de frères à être sélectionnés en même temps sous le maillot à la fougère argentée. Auteur d'une bonne performance lors du premier match de la série, dont une réussite parfaite au pied, Beauden Barrett et les All Blacks s'imposent sur le score de 30 à 15,. Lors du second match, les Néo-Zélandais ne parvient pas à franchir la ligne et n'inscrive pas le moindre essai, laissant à Beauden Barrett le soin d'inscrire l'intégralité des points de son équipe via des pénalités, pour une réussite de 7 sur 10 (défaite 21-24). La tournée se conclut par une égalité entre les deux équipes à la suite du match nul réalisé à l'Eden Park d'Auckland (15-15) qui voit Beauden Barrett réaliser une bonne performance dans le jeu courant mais en difficulté dans ses tentatives face aux perches (2/4),.
Lors du Rugby Championship 2017, il continue d'être le choix numéro un en équipe nationale. Ainsi, le 26 août, il inscrit deux essais, dont le dernier de la partie en toute fin de rencontre, face aux Wallabies permettant à son équipe de remporter la partie après avoir été menée de 17 points (35-29). Le 16 septembre, il participe à la plus large défaite sud-africaine de l'histoire (57-0) en réalisant une bonne performance sans pour autant inscrire d'essai,.
En novembre 2017, il est désigné pour la deuxième fois consécutive meilleur joueur du monde, étant préféré aux anglais Owen Farrell, Maro Itoje, l'australien Israel Folau et son compatriote Néo-zélandais Rieko Ioane.

### Joueur cadre en franchise et en équipe nationale (2018-2019)
Le 10 mars 2018, il dispute face aux Crusaders son 100e de Super Rugby avec les Hurricanes. Auteur de 122 points (dont six essais) sur l'ensemble de la saison, il aide les Canes à disputer les phases finales de la compétition, qui se concluent par une défaite en demi-finale face aux futurs vainqueurs : les Crusaders (30-12).
Les performances de l'ouvreur des Crusaders, Richie Mo'Unga, en Super Rugby amène Steve Hansen à le titulariser avec le maillot noir à l'occasion du Rugby Champioship 2019,. Lors des matches face à l'Afrique du Sud (match nul 16-16) et face à l'Australie (défaite 26-47), Beauden Barrett est replacé au poste d'arrière.
Les deux ouvreurs sont retenus dans le groupe de 31 joueurs sélectionné pour disputer la Coupe du monde au Japon. Pour le match d'ouverture face à l'Afrique du Sud (victoire 23-13), Barrett est titulaire au poste d'arrière où il réalise une performance convaincante. De façon exceptionnelle, Beauden Barrett à l'arrière et ses deux frères, Scott en deuxième ligne et Jordie à l'aile sont tous les trois titulaires ensemble pour la première fois, le 2 octobre dans le match de poule face à Canada disputé dans le Stade d'Oita, et ils inscrivent chacun un essai lors de la victoire 63-0 des All-Blacks, Jordie à la 9e minute, Beauden à la 36e et Scott à la 45e.

### Départ chez les Blues (2020-)
Le 12 juillet 2019, il est officiellement annoncé que Beauden Barrett prolonge son contrat avec la fédération néo-zélandaise de rugby à XV pour quatre ans. Il change cependant de province et est transféré à Auckland chez les Blues.
Pour la saison 2021 il signe dans le championnat du Japon pour une pige d'une saison au sein du club des Suntory Sungoliath.
Deux ans plus tard, il est sélectionné pour disputer la Coupe du monde 2023, tournoi dans lequel les All Blacks s'inclineront en finale face à l'Afrique du Sud sur le score de 12 à 11. Il s'illustre notamment en inscrivant le seul essai du match. 
Début décembre 2023, quelque temps après la fin de la Coupe du monde, il signe un nouveau contrat avec la fédération néo-zélandaise le liant désormais jusqu'en 2027 avec cette dernière ainsi qu'avec les Blues. Cependant, il dispute la saison 2024 de la League One avec le club japonais de Toyota Verblitz mais est sélectionnable avec les All Blacks à l'issue de la saison et fera son retour avec les Blues à partir de 2025.

## Style de jeu

### Joueur atypique et rapide
Beauden Barrett, dont le poste principal est demi d'ouverture, bien qu'il eût également évolué lors de ses débuts au poste d'ailier et d'arrière, est un joueur atypique pour ce poste : joueur rapide, son sélectionneur Steve Hansen, compare son style de jeu en septembre 2016 à Nicky Allen, ancien ouvreur All Black mort à 26 ans au cours d'un match en 1984.
Plus proche de la ligne et moins gestionnaire que Dan Carter, c'est un ouvreur qui attaque la ligne, provoque les défenses en s'appuyant sur une bonne accélération. Cela lui permet d'ouvrir des brèches dans les défenses adverses lui permettant de marquer un bon nombre d'essai pour un joueur de ce poste, neuf sur la saison 2016 de Super Rugby, ou d'offrir des ballons décisifs à ses coéquipiers. Ainsi, en août 2018, il devient le premier joueur néo-zélandais à inscrire quatre essais face aux Wallabies, et bat le record d'essais inscrit par un ouvreur au niveau international avec trente réalisations.
Beauden Barrett est le recordman des All Blacks dans le test de condition physique Bronco (5 fois : 2x 20m + 2x 40m + 2x 60m - distance totale de 1,2 km - aussi vite que possible) avec 4 minutes et 12 secondes. Ce test est considéré comme l'un des meilleurs indicateurs de l'endurance aérobie.

### Demi d'ouverture et meneur d'attaque
Malgré sa vitesse et sa capacité à attaquer la ligne, Beauden Barrett n'en reste pas moins un ouvreur dépositaire du jeu de son équipe, il possède ainsi une bonne vision du jeu lui permettant d'organiser le jeu de son équipe. Ses coéquipiers All Blacks, Israel Dagg et Julian Savea, déclarent respectivement en novembre 2016 que Beauden Barrett « est très intelligent, il est extrêmement rapide, peut lire le jeu et il a une confiance qui fait des merveilles » et qu'« il a une discipline très forte et une bonne vision ».
Joueur à l'aise techniquement, Beauden Barrett est un joueur précis dans ses gestes techniques, tel que les passes au pied pour ses coéquipiers. Il est également capable de réussir de nombreuses interceptions.

### Tirs au but
Dans le rugby néo-zélandais, le rôle de buteur est majoritairement associé au demi d'ouverture et Beauden Barrett connait des limites dans l'exercice des tirs au but. En effet, sur la saison internationale 2016, il est, d'un point de vue statistique, un des moins bon joueur dans cet exercice. Ce défaut lui a ainsi valu des critiques et des réticences à le voir évoluer au poste d'ouvreur chez les All Blacks, notamment sur le doute de sa capacité à faire basculer les matches importants du côté Néo-zélandais,. Il est ainsi souvent comparé à ses coéquipiers tel que Dan Carter et Aaron Cruden, plus réguliers dans cet exercice,.
L'éclosion de son frère cadet, Jordie, avec les Hurricanes au cours de la saison 2017, en tant qu'arrière polyvalent (arrière ou centre) et également buteur, pousse l’entraîneur des Hurricanes à laisser Jordie buter, aux dépens de Beauden. À quelques mois de la tournée des Lions britanniques et irlandais, la question du buteur All Black, qui ne bute plus en club, est de nouveau relancée. C'est cependant Beauden Barrett qui est responsable de l'exercice pour l'ensemble des tests matchs, et notamment lors du dernier malgré la titularisation de Jordie, pour une réussite au pied mitigée de 75 %.

## Palmarès

### En club, province, franchise
- Taranaki
  - Vainqueur du Ranfurly Shield en 2011
  - Vainqueur de la NPC en 2023

- Hurricanes
  - Finaliste du Super Rugby en 2015.
  - Vainqueur du Super Rugby en 2016.

- Suntory Sungoliath
  - Finaliste du Championnat du Japon en 2021.

### En équipe nationale
- Nouvelle-Zélande -20
  - Vainqueur du Championnat du monde junior en 2011
- Nouvelle-Zélande
  - Vainqueur du Rugby Championship en 2012, 2013, 2014, 2016, 2017, 2018, 2020, 2021, 2022 et 2023
  - Vainqueur de la Coupe du monde en 2015.
  - Troisième de la Coupe du monde en 2019.
  - Finaliste de la Coupe du monde en 2023.

### Distinctions personnelles
- Auteur du plus bel essai de la saison 2013, inscrit le 15 juin contre la France.
- Meilleur joueur du monde World Rugby en 2016 et 2017.
- Meilleur réalisateur du Rugby Championship en 2016 (81 points).
- Meilleur réalisateur du Super Rugby en 2016 (223 points).
- Membre de l'équipe type du Super Rugby en 2017[104].

## Statistiques

### En franchise
Avec la franchise régionale des Hurricanes, où il débute en 2011 à l'âge de 20 ans, puis avec les Blues, Beauden Barrett a disputé 155 matchs en Super Rugby, au cours desquels il a marqué 1437 points dont 43 essais.

### En équipe nationale
Au 19 août 2025, Beauden Barrett compte 138 capes avec les All Blacks, dont 95 titularisations depuis son premier match face à l'Irlande le 23 juin 2012, pour un bilan de 111 victoires, 22 défaites et 4 nuls. Sur ces rencontres, 57 sont disputées dans le cadre du Rugby Championship, dont il dispute treize éditions de 2012 à 2025, remportant les éditions 2012, 2013, 2014, 2016, 2017, 2018, 2020, 2021, 2022 et 2023. Contre le pays de Galles, à l'occasion de la tournée automnale 2021 de la Nouvelle-Zélande, il devient le 11ème centurion de l'histoire des All-blacks.
Il participe à trois éditions de la Coupe du monde, en 2015, édition où il remporte le titre de champion du monde. Il participe à six rencontres, dont une en tant que titulaire, inscrivant 26 points, 3 essais, 1 pénalité et 4 transformations. En 2019 où il dispute cinq rencontres, inscrivant 18 points, 3 essais et 1 pénalité. Et en 2023 où il dispute sept rencontres, inscrivant 9 points, 1 essai et 2 transformations.
Il compte un total de 811 points, se décomposant en 45 essais, 63 pénalités, 194 transformations et 3 drops.